# Charis chrysus
Charis chrysus är en fjärilsart som beskrevs av Stoll 1781. Charis chrysus ingår i släktet Charis och familjen Riodinidae. Inga underarter finns listade i Catalogue of Life.